# Léon Dolmans
Leonardus "Léon" Dolmans (Uikhoven, 6 april 1945) is een Belgisch voormalig voetballer die speelde als verdediger. Hij voetbalde in de eerste klasse bij Standard Luik en Beringen FC en speelde 10 interlandwedstrijden met het Belgisch voetbalelftal.

## Loopbaan
Dolmans debuteerde omstreeks 1963 als aanvaller in het eerste elftal van vierdeklasser Verbroedering Mechelen-aan-de-Maas en hij maakte deel uit van de ploeg die dat seizoen de promotie naar de derde klasse wist af te dwingen. Dolmans werd er dat seizoen topschutter met 31 doelpunten. Na twee seizoenen bij Verbroedering trok Dolmans naar Thor Waterschei, dat actief was in de tweede klasse. Waterschei eindigde met Dolmans, die als drijvende kracht intussen verkozen was tot kapitein van de ploeg en omgevormd was tot middenvelder/verdediger, telkens in de top van de rangschikking maar de ploeg kon telkens net geen promotie naar de hoogste afdeling afdwingen.
Dolmans bleef er vijf seizoenen spelen, tot hij in juli 1970 de kans kreeg om naar Standard Luik, dat net landskampioen geworden was, te gaan. Met Standard werd Dolmans in zijn eerste seizoen al onmiddellijk opnieuw landskampioen. In 1973 werd Standard nogmaals tweede en met de ploeg speelde Dolmans eveneens twee finales van de Beker van België (1972 en 1973) die telkens nipt verloren werden. In zijn laatste seizoen (1974-1975) kreeg Dolmans na een conflict met trainer Cor van der Hart maar weinig speelgelegenheid meer en daarom trok hij naar toenmalig eersteklasser Beringen FC waar bij nog twee seizoenen bleef voetballen. In 1977 zette hij een punt achter zijn carrière op het hoogste niveau. In totaal speelde Dolmans 176 wedstrijden in de eerste klasse en maakte hierbij 11 doelpunten.
In de seizoenen 1977-1978 en 1978-1979 was hij nog 2 seizoenen actief voor vierdeklasser Stade Waremmien als speler-trainer en dan nog een jaar bij Sporting Houthalen alvorens terug naar de oude stal te keren en daar zijn carrière te beëindigen.
Tussen 1971 en 1974 werd Dolmans 16 maal geselecteerd voor het Belgisch voetbalelftal. In totaal speelde hij 10 wedstrijden met de nationale ploeg en scoorde hierbij twee doelpunten. Op het Europees kampioenschap voetbal 1972 in België voetbalde hij in de halve finale tegen West-Duitsland die verloren werd en in de wedstrijd om de derde plaats tegen Hongarije die plaatsvond in het stadion van Standard en met 2-1 werd gewonnen.

## Na zijn spelersloopbaan
Dolmans trouwde in 1971 met Alice Willems, beter bekend als de zangeres Peggy, die tussen 1968 en 1972 een aantal hits scoorde in Vlaanderen. Vanaf zijn huwelijk tot in 2005 baatten ze samen een horecazaak uit in Tongeren.

## Palmares
| Nationaal                       |    |      |
| Landskampioen met Standard Luik | 1x | 1971 |
| Internationaal                  |    |      |
| Derde plaats EK voetbal 1972    | 1x | 1972 |

Piot ·
Sanders ·
Dolmans ·
Heylens ·
Martens ·
Thissen ·
Van Binst ·
Semmeling ·
Thio ·
Vandendaele ·
J. Verheyen ·
Dockx ·
F. Janssens ·
Plessers ·
R. Verheyen ·
Lambert ·
Polleunis ·
Teugels ·
Van Himst  ·
Coach: Goethals
Assistent-trainer: Labeau